# The Druid’s Awaiting
The Druid’s Awaiting es el álbum debut del grupo español de folk metal, Celtian. Vio la luz el 1 de marzo del año 2018. Fue lanzado bajo el sello discográfico Rock-CD Records.
Se trata de una obra completamente instrumental. El álbum está basado en la música folclórica irlandesa, de la que el flautista y líder de la agrupación, Diego Palacio, es fanático. El mismo flautista ha indicado que este ha sido un álbum en el que trabajó mientras estaba de gira con la agrupación de Mägo de Oz, cuando sustituía a Josema Pizarro. Palacio afirmó que quería un álbum basado en su interpretación como flautista, con temas tradicionales de Irlanda, por ello decidió hacerlo una obra instrumental. Diego también ha dicho que el álbum fue más un proyecto personal que una idea de banda. La idea de una agrupación con voz femenina ya estaba rondando su cabeza, pero la guardaría para su segundo álbum de estudio.
El álbum cuenta con la participación de los músicos Alex García y Sergio García de Débler; Mohamed y Javi Díez de Mägo de Oz; y Luis López Pinto de Primal Core. El álbum fue producido por Luis López Pinto.

## Lista de canciones
| N.º   | Título                          | Duración |  |
| 1.    | «Intro: The Morning Star»       | 1:24     |  |
| 2.    | «Molly Bawn»                    | 2:59     |  |
| 3.    | «Sliabh Russell»                | 3:35     |  |
| 4.    | «Hills Of Clogher»              | 3:13     |  |
| 5.    | «The Kid On The Mountain»       | 2:52     |  |
| 6.    | «The Rights Of Man»             | 2:02     |  |
| 7.    | «Lisnagun»                      | 3:24     |  |
| 8.    | «King Of The Fairies»           | 2:28     |  |
| 9.    | «Contentment Is Wealth»         | 3:08     |  |
| 10.   | «Teetotaller»                   | 3:43     |  |
| 11.   | «Scatter The Mud»               | 3:34     |  |
| 12.   | «Outro: The Parting Of Friends» | 3:37     |  |
| 35:59 |                                 |          |  |

## Créditos

### Alineación principal[4]
- Diego Palacio - Flauta, Whistle, Gaita
- Alberto Clemente - Guitarras
- Gozalo Gómez “Gono” - Violín
- Guillermo Soloaga - Bajo
- Guille Manzanares - Batería

### Músicos invitados
- Luis López Pinto - Orquestaciones
- Alex García - Guitarra en pistas 2, 3, 4, 5 y 6
- Sergio García - Bajo en pistas 2, 3, 4, 5 y 6
- Carlos Prieto “Moha” - Violín en pista 6
- Javi Díez - Teclado en pista 12

### Producción
- El álbum fue producido por Luis López Pinto
- Grabado y Mezclado en los estudios Dopplermedia con Luis López Pinto como ingeniero de audio, con ayuda de Marcos Holgado.
- La batería fue grabada en los estudios GMDrums por Marcos Holgado.
- Masterizado en los estudios Finnvox por Mika Jussila

### Diseño
- Nico Rodríguez - Diseño
- Nat Enemede - Fotografía